# Holoarctia bicolor
Holoarctia bicolor är en fjärilsart som beskrevs av Max Wilhelm Karl Draudt 1931. Holoarctia bicolor ingår i släktet Holoarctia och familjen björnspinnare. Inga underarter finns listade i Catalogue of Life.